# Rivière du Sourd
La rivière du Sourd est un cours d'eau de la municipalité de Notre-Dame-du-Laus, dans la municipalité régionale de comté (MRC) de Antoine-Labelle, dans la région administrative des Laurentides, au Québec, au Canada.
Le lac du Sourd est compris dans la réserve faunique de Papineau-Labelle.

## Géographie
La rivière du Sourd coule entièrement dans la MRC Antoine-Labelle. Sur son parcours, la rivière traverse le lac du Sourd du nord au sud. 
Après un parcours d'environ 35 km vers le sud-ouest, la rivière du se décharge dans la rivière du Lièvre à la hauteur du Pont Lajeunesse à Notre-Dame-du-Laus, soit à environ 70 km au nord de Hull. Un secteur résidentiel de la municipalité de Notre-Dame-du-Laus porte le nom de Rivière-du-Sourd.

## Toponymie
Originellement, la rivière était désignée « Rivière aux Ours ». L'origine du toponyme rivière du Sourd  et du lac du Sourd provient d'un individu affligé d'une surdité qui avait établi son domicile à proximité de la rivière du Sourd vers la fin du XIXe siècle. Avant 1932 où cette appellation a été officialisée, la population du secteur utilisait couramment les doubles toponymes : Rivière aux Ours et Rivière du Sourd.
Le toponyme rivière du sourd a été officialisé le 5 décembre 1968 à la Banque des noms de lieux de la Commission de toponymie du Québec.